# Медведева, Ирина Васильевна
Ирина Васильевна Медведева (10 августа 1958, Вагайский район, Тюменская область — 12 марта 2021, Тюмень) — советский и российский учёный-медик, ректор Тюменского государственного медицинского университета (2013—2021), доктор медицинских наук, академик Российской академии наук, профессор, заслуженный деятель науки РФ.

## Биография
Родилась 10 августа 1958 года в с. Дубровное Вагайского района Тюменской области.
В 1981 году с отличием окончила Тюменский государственный медицинский институт (сейчас это Тюменский государственный медицинский университет — ТюмГМУ) и была принята в клиническую ординатуру при кафедре внутренних болезней.
В 1987 году защитила кандидатскую диссертацию, тема: «Влияние алиментарных факторов на некоторые патогенетические механизмы гипертонической болезни».
В 1993 году защитила докторскую диссертацию, тема: «Клинико-патогенетическое обоснование дифференцированного использования алиментарных факторов в коррекции артериальной гипертонии».
С 1994 года руководила кафедрой госпитальной терапии с курсом эндокринологии Тюменской государственной медицинской академии.
В 1995 году присвоено ученое звание профессора.
С 2000 года — проректор по научно-исследовательской работе ТюмГМА.
В 2002 году избрана членом-корреспондентом РАМН.
В октябре 2013 года избрана на должность ректора Тюменской государственной медицинской академии.
В 2014 году стала членом-корреспондентом РАН (в рамках присоединения РАМН к РАН).
В 2016 году избрана академиком РАН.
Умерла 12 марта 2021 года в Тюмени.

## Научная и общественная деятельность
Основоположник научной школы по исследованию клинических и популяционных аспектов изменений клеточных мембран под воздействием факторов питания.
Автор серии работ, посвященной основным патогенетическим механизмам формирования, диагностике, профилактическим и лечебным программам при метаболическом синдроме, ожирении, артериальной гипертонии, желчно-каменной болезни в Тюменской области.
Организатор и участник ряда международных симпозиумов и научно-практических конференций и съездов.
Председатель проблемной комиссии «Медико-социальные и клинические проблемы здоровья населения Уральского территориально-промышленного комплекса», член координационного совета при аппарате Полномочного представителя Президента Российской Федерации в Уральском федеральном округе, член экспертного совета по науке министерства здравоохранения Российской Федерации.
Главный редактор журнала «Медицинская наука и образование Урала».
Член редакционного совета журналов «Системные гипертензии», «Клиническая нефрология», член редакционной коллегии журнала «Уральский медицинский журнал», заместитель председателя специализированного совета по защите диссертаций по специальностям «Внутренние болезни», «Кардиология», «Педиатрия».

## Награды
- Заслуженный деятель науки Российской Федерации (2004)